# Missa de les Santes
La Missa de les Santes o Missa de Glòria de Manuel Blanch és un dels més importants testimonis de la música religiosa catalana del segle xix. S'interpreta, amb algunes poques interrupcions, des de 1848 a l'ofici religiós de la festa major de Mataró.

## La missa de Manuel Blanch
En l'ambient musical vuitcentista català tan allunyat de la gran música romàntica alemanya i, en canvi, fascinat pel «bel canto» i per les produccions de Bellini, Donizetti i Rossini, veié la llum la Missa de Glòria escrita pel jove músic Manuel Blanch. Comptà en la seva composició amb l'assessorament del seu mestre i amic Jaume Isern i Colomer, el qual mantenia contacte amb la vida musical barcelonina d'aquells anys. Conjuntament, contemplen la composició com una oportunitat de donar a conèixer entre el públic mataroní el gir que autors com Gioachino Rossini havien imprès a la música religiosa.
És una extensa missa per a solistes, orquestra i cor. Fou escrita l'estiu de 1848 probablement a partir de melodies i partitures que l'autor ja havia anat esbossant. Una obra elaborada en el context dels treballs i estudis de Blanch per assolir una feina estable a la capella de música de Santa Maria de Mataró i per a la seva ordenació sacerdotal.

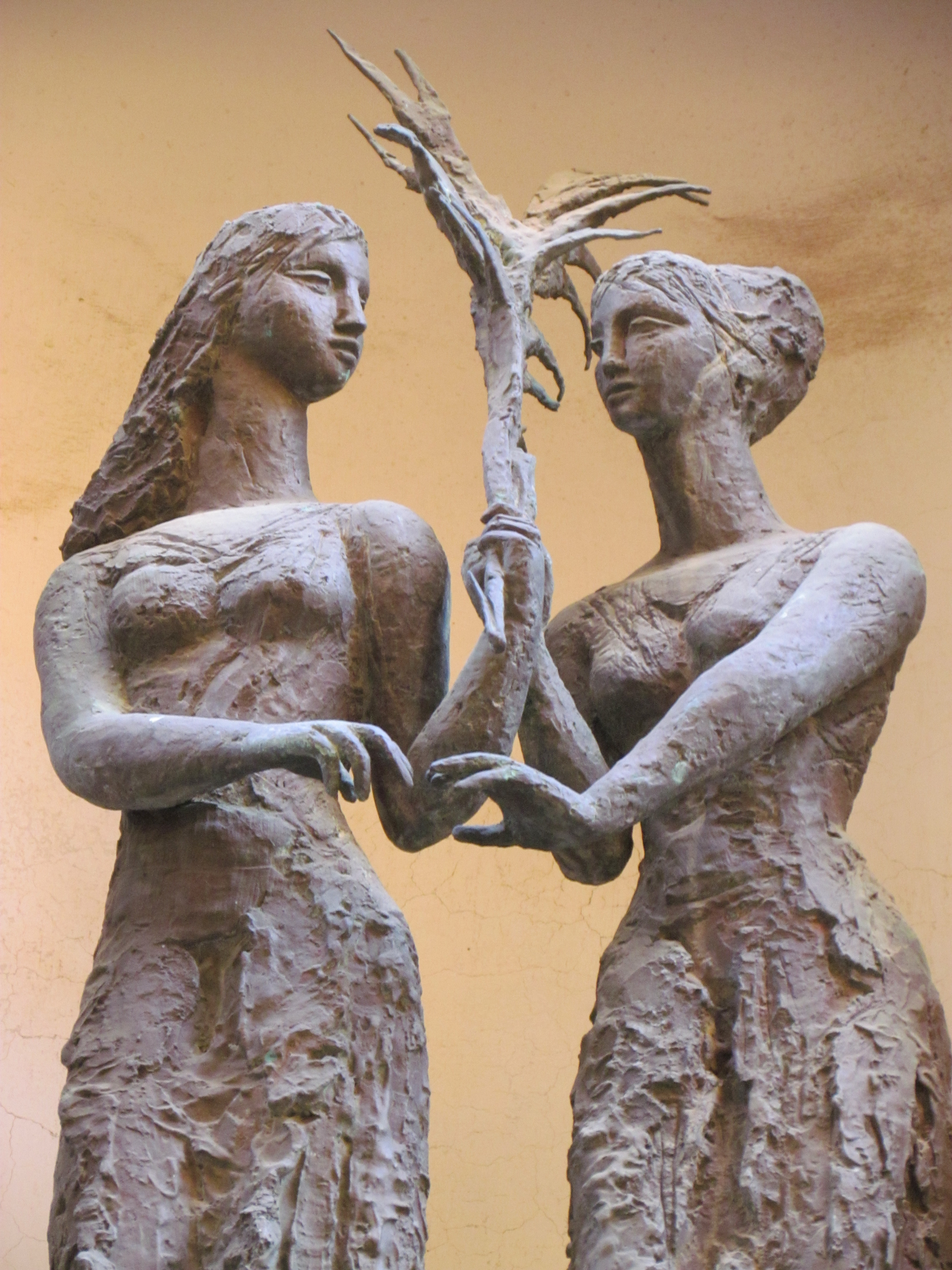
Les Santes. Escultura de Manuel Cusachs

La Missa de Glòria fou estrenada a l'ofici dedicat a les Santes Juliana i Semproniana el 27 de juliol d'aquell mateix 1848. Va causar una gran admiració i impacte entre els assistents que omplien la gran església barroca de Santa Maria de Mataró. La missa de Blanch es constituí en el centre de la celebració de la festa major a partir que, el 1852, un referèndum ciutadà declarà les Santes com a patrones de la ciutat de Mataró.
D'ençà d'aquell any la missa de mossèn Manuel Blanch s'ha interpretat gairebé ininterrompudament a l'eucaristia que honora les patrones de Mataró per la festa major. Fet que ha menat que sigui coneguda com a la Missa de les Santes. S'ha convertit en el més antic testimoni viu de la música religiosa catalana del segle xix. És «una de les escasses romanalles de la música litúrgica i religiosa vuitcentista» que ha portat a ser esmentada al Catàleg de Patrimoni Festiu de Catalunya. També ha estat declarada Patrimoni Cultural de la Ciutat.
Malgrat l'èxit de l'obra de Manuel Blanch, musicòlegs com Felip Pedrell i Sabaté, eren molt crítics amb la seva música.

## L'autor
El compositor Manuel Blanch i Puig era fill d'una humil família de gent del mar. Visqué pràcticament tota la seva vida vinculat a la capella de música de Santa Maria de Mataró. De petit, cantant a l'escolania, a la qual aportava les veus de soprano, mezzosoprano i contralt en un cor en què la normativa de l'època vetava les dones. De gran, en va ser músic. El 1850 ocupà el càrrec de cabiscol o director de cor. El 1853, finalment, és mestre de la capella fins a la seva mort.

## La continuïtat de la Missa de les Santes

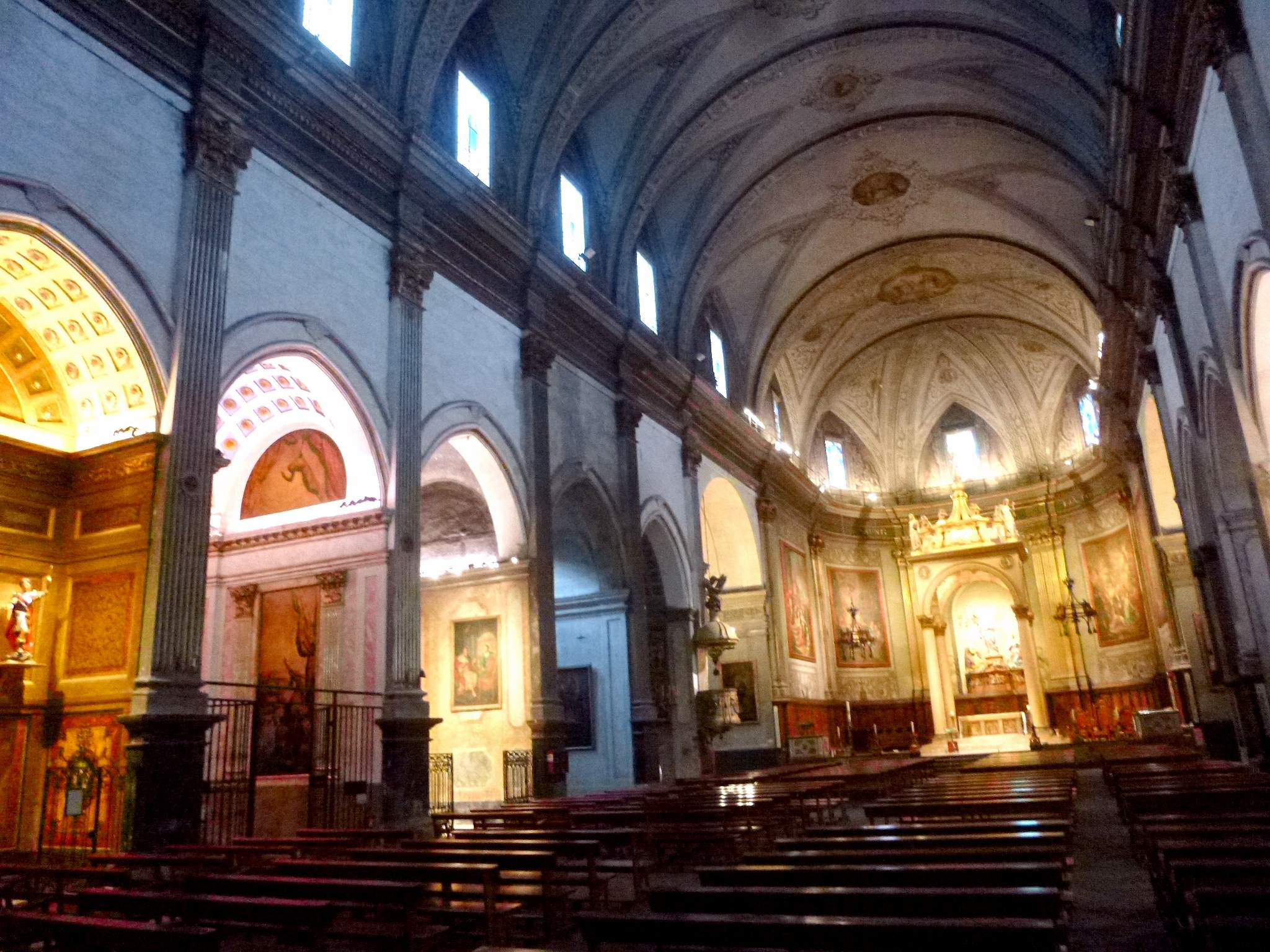
Basílica de Santa Maria de Mataró on s'interpreta la "Missa de les Santes" cada any des de 1848

Des de 1848 l'anyal interpretació de Missa de les Santes fou dirigida per mossèn Blanch fins a la seva mort l'any 1883, període durant el qual va fer modificacions. La més notable fou la composició del Gradual (1857), potser una de les seves partitures més belles. Posteriorment, fou dirigida pel doctor Francesc Mas i Oliver, mestre de capella i futur bisbe de Girona.
No deixa de ser sorprenent la pervivència de la Missa de les Santes malgrat el sorgiment d'un ampli moviment coetani de restauració de la música religiosa i del rebuig cap tota aquella música religiosa formalment més pròpia del teatre que d'un lloc d'oració. El gran introductor del «bel canto» a Espanya Hilarión Eslava es posarà, precisament, al davant d'aquest retorn a l'esperit primitiu de la litúrgia i de no confondre el gènere religiós amb el profà. Moviment que culminà amb la publicació del motu propio Trale sollecitudini del papa Pius X sobre la música sagrada, de 1903, que prohibia emprar a la litúrgia obres de l'estil de la missa de Mn. Blanch. Això comportà que entre els anys 1904 i el 1906 es va deixar d'interpretar per la festa de les Santes i que fos substituïda per obres de Gounod, Fochini i Eslava. Després d'obtenir-se un privilegi pontifici que feu de la Missa de les Santes una excepció, el 27 de juliol de 1907 va tornar a interpretar-se la missa de Manuel Blanch. Des de llavors només s'ha deixat de cantar el 1909 amb l'esclat de la Setmana Tràgica, els anys de 1936 a 1938 per la Guerra Civil i el 2020 per la pandèmia provocada per la covid-19.
El 1910 es feu càrrec de la direcció Joan Fargas i Heras fins a 1944. Un llarg període que, pel que sembla, la missa fou objecte d'algunes modificacions. Els tres anys següents la van dirigir Josep Sabater, Roman Alía i Enric Torra. Del 1947 fins a l'any 1970 la dirigí Narcís Pagès. D'ençà dels anys setanta, després d'un cert ambient de declivi, la Missa de les Santes experimentà un vigorós ressorgiment de la mà del pintor, escultor i músic Jordi Arenas que rellançà la participació popular en la composició del cor i establint l'assaig durant mesos de la partitura. També proposarà que la direcció fos rotativa confiada a diferents músics mataronins.
Probablement, la partitura que s'interpreta de la Missa de les Santes hagi sofert retocs o adaptacions al llarg dels anys per part d'algun dels seus directors. La partitura original de la missa de Blanch es troba a l'arxiu de La Scala de Milà on tot sembla indicar que li portà l'amic del compositor, metge i també compositor Nicolau Guanyabens i Giralt per salvaguardar-la de possibles conflictes antireligiosos a Espanya. Però és de difícil localització, ja que forma part de documentació encara no catalogada.

## Discografia i audicions
En l'avinentesa del seu centenari, la Caixa d'Estalvis de Mataró, el 1966, emprengué l'edició en disc de vinil de la Missa de les Santes. Es decidí fer una revisió de l'obra que s'encarregà a Cristòfor Taltabull que no pogué fer més enllà del Kyrie, ja que morí. Continuà la revisió Josep Soler amb un criteri personal allunyat de les coordenades marcades per Taltabull. Fou gravada pels cors i l'orquestra del Teatre del Liceu i amb la col·laboració de la Coral Sant Jordi. Tots sota la direcció de Marçal Gols i Cavagliani.
Existeixen a les plataformes Youtube i Vimeo versions parcials o completes gravades en directe d'interpretacions de la Missa de les Santes de diferents anys.
També l'Administració de les Santes, en els 150 anys de la seva estrena, presentà una versió de la missa aplegada en dos discs compactes (CD) amb el títol de Missa de les Santes de Mn. Manuel Blanch audible a {{format ref}} https://www.lessantes.cat/la-missa-de-gloria